# Pachnobia fergusoni
Pachnobia fergusoni là một loài bướm đêm trong họ Noctuidae.